# بورگبراخ
بورگبراخ (به آلمانی: Burgebrach) یک شهر در آلمان است که در بامبرگ واقع شده‌است. بورگبراخ ۶٬۴۳۸ نفر جمعیت دارد.